# Night Time Lover
"Night Time Lover" là đĩa đơn thứ hai của ca sĩ người Mỹ La Toya Jackson, từ album đầu tay La Toya Jackson (album). Bài hát vốn được viết cho Donna Summer với tựa đề "Fire Is The Feeling". Ca khúc đạt vị trí #59 trên bảng xếp hạng Billboard R&B.